# 李良荣
李良荣（1906年5月1日—1967年6月2日），别号良安，中華民國陸軍中將，生於福建省同安縣。是一位中華民國國軍將領與馬來西亞企業家。

## 早年
李良榮的父親曾務農與經商，但家境仍清貧。因年幼即依信教之緣故，其基礎教育在教會創辦下的廈門鼓浪嶼養元小學完成，初中教育則在同安縣立初級中學（今福建省同安第一中學前身）就讀，但一年後即因無法支應學費而肄業。
離開學校後，李良榮曾在家鄉的一家貨棧擔任店員及簿記人員，後進入廈門春申堂酒廠工作，也曾任職閩軍守備隊差遣。

## 軍旅生涯
民國十三年（1924），李良榮在為一批南下黃埔軍校測試的福建籍青年擔任伴護之時，得到國民黨大老，閩南靖國軍指揮官許卓然賞識保薦，考入黄埔陆军军官学校第一期，1925年11月畢業，編入國民革命軍第一軍第一師擔任排長。参加了东征战役、北伐战争，最終職務為國民革命軍第一軍第一團第二營營長。1926年底，李良榮在北伐軍進攻南昌期間負傷後送，曾上文蔣中正替第一師第一團團長，同時也是其同學之孫元良在南昌作戰中曾一度撤退辯白，使孫元良避過槍斃之禍。
傷癒後，李良榮並未繼續在國民革命軍野戰部隊服役，其長期在福建泉州由秦望山主持下的晋江县宣傳養成所负责軍事訓練教育，1928年冬季，考入上海國立勞動大學，在該學校就讀兩年，主修政治、經濟與英文。
1930年，駐福建南部的獨立第四師擴編為國民革命軍第49師，師長張貞。福建籍的張貞在部隊編成上強調閩人優先，因此邀請當時未有所屬，且與閩南靖國軍有關係的李良榮入其部隊服務。李良榮恢復軍職後，在49師任官少校參謀，營長等職。
1931年12月，李良榮考入陸軍步兵學校第一期，1932年入學。
1933年2月結訓後，李良榮調任國民革命軍第88師補充團團長，並在同年11月參戰閩變、第四次江西剿共戰爭、第五次圍剿戰爭等一干作戰。戰後，李良榮升任國民革命軍36師106旅211團團長。
1934年，李良榮升任106旅上校旅長，兼泉州城城防司令，1934年4月106旅進駐泉州永春縣時，殲滅了由尤賜福、張雄南等地方土匪部隊。民國二十三年（1934）9月29日因「違背命令，著即撤職」遭解除旅長職務，隨後李良榮調為蔣中正侍從武官。
民國二十四年（1935）8月，李良榮轉任航空委員會教導總隊特務大隊上校大隊長，該部隊因空軍規模擴大在隔年（1936）改制為空軍特務團，李良榮擔任首任團長至1936年底，在年底考入陸軍大學特別班第三期就讀。
1937年抗戰爆發後，受訓中的李良榮因未被指派任職，因此未參與在上海與南京等地的戰爭。結束受訓後調任國民革命軍第二十七軍（軍長桂永清）下屬國民革命軍第46師副師長，1938年任師長，參加蘭封會戰。由於在蘭封會戰二十七軍潰退的低劣戰果，所有主官均遭撤職，46師師長一職在民國二十七年（1938）7月1日由黃祖塤接任。李良榮作為副主官，由於沒有直接指揮權故未被定罪槍決，但也被調離野戰部隊，轉任軍事委員會委員長侍從室少將參謀。
1939年，李良榮返回福建省，轉任軍政部第十三補訓處處長，駐地福建南平，轄一新兵補充團。
1941年4月21日，日軍攻佔福州，為第一次福州戰役，補充團改編為江左縱隊，李良榮率隊開赴前線與日軍交戰，阻擋日軍深入福建。隨後日軍對福建的興趣下降，在1941年9月撤離，李良榮部隊收復福州。因其戰功，李良榮升任國民革命軍第80師師長（上級單位為國民革命軍第七十軍），兼福州警備司令第一縱隊司令。
1942年春，李良荣率第80师部围攻中国共产党在闽北的根据地。
1944年9月，日本發動第二次福州戰役，再度佔領福州。80師退入福建北部與防禦日軍深入。
民國三十四年（1945）5月，李良榮所率領的80師在閩東追擊作戰中有效削弱了原駐守福州的獨立混成第62旅戰力，並在5月17日收復福州城。

## 國共內戰
1945年抗戰勝利後，七十軍因承復台灣光復任務因此調整編制，80師被改編入國民革命軍第二十八軍，李良榮升任該軍中將軍長，下轄國民革命軍第52師、第80師、第192師，駐地江蘇徐州，並擔任日軍在杭州與徐州的受降官。
1946年二十八軍被縮編為整編二十八師，原所屬師級部隊則降編為整編旅，北上投入在山東、江蘇、安徽等地的國共戰役，如兩淮保衛戰與漣水戰役。在漣水戰役時國民革命軍主力參戰部隊皆遭受嚴重耗損，整編第二十八師因此裁撤了整編第192旅。
1947年3月，李良榮擔任陸軍第一兵團第二縱隊司令官，轄整編二十八師、整編五十七師；1947年5月，第二縱隊先被改任為整編第2軍，在同年8月改名為整編第23軍，下轄整編二十八師、整編四十四師。
1947年底，李良榮升任第九绥靖區司令官。隨著绥靖區體制的取消，李良榮曾短暫擔任國民革命軍第十二兵團副司令，1948年9月轉任國防部第一训练处处长，1948年10月兼任福建省政府主席。
1949年1月，福建省主席之位移交給朱紹良，並成立福建綏靖公署，李良榮於1949年4月11日出任福州绥靖公署副主任。
1949年7月26日，李良榮轉任由福建第一編練司令部改組的國民革命軍第二十二兵團司令官，兼廈門警備司令，下轄國民革命軍第五軍、國民革命軍第二十五軍、國民革命軍第201師。
1949年8月，廈門防務由湯恩伯接任，防務主力轉交劉汝明的國民革命軍第八兵團。二十二兵團在9月全數移往金門島，李良榮成為大小金門的主要防務主官。
1949年10月初，大嶝島戰役爆發，二十二兵團二十五軍40師118團、119團遭重創擊潰，撤退金門，大嶝島失守；10月底，古寧頭戰役爆發，二十二兵團、十二兵團等成功防禦解放軍入侵，李良榮時任陸軍第二十二兵團司令部中將司令官兼領金門全島防務重責，除戰前積極構築工事及勤練步戰協同海洋戰法外，在戰時指揮適切充分授權，致使贏得戡亂史上的重大勝利，將軍有功於民國39年6月獲頒四等寶鼎勳章，以酬庸其輝煌戰功。二十二兵團在1949年10月29日撤銷，李良榮改任東南公署訓練團副團長。
1950年9月，李良榮調任中華民國國防部參議。擔任光復大陸設計研究委員會委員。因上層無另外派職，參議任滿兩年後，於1952年退役。

## 退役
李良榮退役後，擔任啟信實業公司常任監察人，1955年出國考察工業，並在馬來亞聯合邦結識惠安籍華僑領袖拿督林添良，決定與其合作在馬來西亞開辦水泥工廠為業務主力的馬來西亞工礦公司，生產所需相關機械全由台灣產製，李良榮並作為技術主管赴馬來西亞督辦建廠，隨後該水泥廠為大石水泥公司的主要生產主力，李良榮擔任第一任廠長，長居馬來西亞吉隆坡等地。
1957年3月，李良榮曾獲選擔任臺灣省臨時省議會第三屆議員，但因其專注在馬來西亞方面的業務，於1959年辭職。
1962年，李良榮被提拔為大石水泥公司常務理事兼總經理。
1967年6月2日，李良榮在馬來西亞上班途中因車禍逝世，享壽61歲。